# Gunnar Biilmann Petersen
Gunnar Biilmann Petersen  (født 17. november 1897 på Frederiksberg, død 7. april 1968 i København) var en dansk arkitekt og grafiker.
Hans væsentlige arbejder er inden for plakatformgivning, bomærke- og logodesign. Biilmann  stod f.eks. for Hellesens batteriets Tiger-logo i 1939, men der findes utallige designklassikere som han har udført.
Han blev uddannet på Kunstakademiet (afgang 1922), var tilsynsførende med institut for metalarbejdere 1924-26, forstander for Tegne- og Kunstindustriskolen for Kvinder 1924-29 og leder af Den nye Skole for Tegning og Håndværk 1930-32. Han blev lærer ved Kunstakademiets grafiske skole 1925-46 og lærer ved Akademiets billedhuggerskole 1928-46.
Biilmann blev 1951 professor på Kunstakademiet, og har været medvirkende til at grundlægge det stade, som dansk grafisk design har i dag.